# Соколов, Василий Емельянович
Василий Емельянович Соколо́в (1926—1997) — советский металлург, лауреат Сталинской премии первой степени.

## Биография
Родился 31 октября 1926 года в селе Домнино Меленковского уезда Владимирской губернии.
Окончил Выксунский металлургический техникум (1944) и УПИ имени С. М. Кирова (1953).
В 1944—1958 годах работал на СМЗ имени А. К. Серова, в 1958—1962 годах — в Уральском институте черных металлов. В 1963—1997 годах — заместитель начальника научно-исследовательского отдела металлургии Уралмашзавода.
Кандидат технических наук (1957).
Разработал технологию вакуумирования стали способом перелива из ковша в ковш. Создал и внедрил технологию легирования стали ванадием из природнолегированных ванадием материалов: чугунов, шлаков, концентратов.
Умер 27 мая 1997 года в Екатеринбурге. Похоронен на Северном кладбище.
Брат — Алексей Емельянович Соколов (р. 1925), в 1976—1984 годах — председатель Иркутского облисполкома.

## Награды и премии
- Сталинская премия первой степени (1951) — за работу в области военной техники